# ما نگوییم بد و میل به ناحق نکنیم
غزلی با مطلعِ «ما نگوئیم بد و میل بناحق نکنیم» غزل شمارهٔ ۳۷۸ از دیوانِ حافظ در تصحیحِ محمد قزوینی و قاسم غنی است.

## مفهوم و درون‌مایه
معنی بیت اول (مصرع دوم): یعنی دیگران را به سیاهکاری و خود را به داشتن لباس رسمی صوفیه که خرقه کبود (= ازرق) است، نسبت ندهیم

## در دیگر آثار هنری
در یک قطعهٔ سیاه‌مشق اثر غلامرضا اصفهانی در مجموعهٔ خلیلی در لندن، بیت‌هایی از غزل «ما نگوییم بد و میل به ناحق نکنیم / جامه کس سیه و دلق خود ازرق نکنیم» آمده است.